# Mount Windle
Mount Windle ist ein 1970 m hoher und vereister Berg im ostantarktischen Viktorialand. Im Norden der Royal Society Range überragt er an der Südflanke des Ferrar-Gletschers den westlichen Teil der Cathedral Rocks.
Das Advisory Committee on Antarctic Names benannte ihn 1992 in Anlehnung an die Benennung des Chaplains Tableland. Namensgeber ist Leutnant David L. Windle (* 1931) von der United States Navy, der im antarktischen Winter des Jahres 1963 als Kaplan auf der McMurdo-Station tätig war.